# Gò Công
Gò Công est une ville de niveau district de la province de Tiền Giang dans la delta du Mékong au sud du Viêt Nam. 

## Géographie
La superficie de Gò Công est de 102,358 8 km2. 